# Loris Capirossi
Loris Capirossi (Castel San Pietro Terme, 1973. április 4. –) korábbi olasz motorversenyző. Háromszoros világbajnok, kétszer (1990, 1991) a 125 cm³-es kategóriában, egyszer (1998) a 250 cm³-es géposztályban.
328 versenyen vett részt, amely rekord. Ezeken 29 győzelmet aratott, 99 dobogós helyezés mellett. 31 alkalommal indult pole pozícióból és 32 alkalommal futott leggyorsabb kört.

## Életút
Mint sok motorosnak, Lorisnak is szenvedélye a motorozás fiatal kora óta. Négyévesen, már igazi motoros és finomító tehetséget mutat, a beállítás művészének tartják. Mindazonáltal, a pálya érdekli igazán, és 1987-ben egy Honda NS125-tel versenyzett és lett hatodik az olasz Sport Production-ben.
Bemutatkozása utáni évben kilencedik lett az olasz 125 cm³-es bajnokság Manciniben rendezett futamán 1989-ben, és biztató tehetségnek tartották. Hondával indult a 125 cm³-es Európa-bajnokságon. A debütálási évében négy futamot nyert. A fiatal kor ellenére a családdal kötött megállapodásban döntött, hogy motorok világában csinál karriert.
1990-ben kezdett versenyezni a professzionális motorkerékpár világában. A 125 cm³-es osztályban hihetetlenül ment a Honda Team Pileri RS125R motorján, világbajnoki címet szerzett, miközben három győzelmet aratott (Nagy-Britannia, Magyarország és Ausztrália), 182 ponttal végzett a szezonban. Ő volt minden idő legfiatalabb pilótája, aki világbajnoki címet nyert, és még mindig tartja a rekordot.
A következő évben ugyanezzel a csapattal még tisztábban nyert: 5 Grand Prix (Ausztrália, Európa, Franciaország, Nagy-Britannia és Malajzia), 5 pole-pozíció és 200 pont a vb-n, a ranglista másodika, Fausto Gresini 181 ponttal állt mögötte. 18 évesen Capirossi már két világbajnoki címmel büszkélkedhetett.

## A 250 cm³-es cím és a korai 500cm³-es évek
1992-ben felköltözött a 250 cm³-es osztályba a Hondával. Az eredmények abban az évben nem voltak túl jók, és Capirossinak el kellett fogadnia a 27 pontot és a tizenkettedik pozíciót. A következő évben már a bajnoki címért volt versenyben: három futamon nyert, de 4 ponttal (197–193)elvesztette a bajnoki címet Harada Tecuja mögött, egy helytelen választás miatt. Ezzel második lett a bajnokságban. 1994-ben nyert négy versenyt, de nem tehetett semmit az ellen az elsöprő erő ellen, amit Max Biaggi képviselt a kategóriában. Ráadásul néhány versennyel az év vége előtt, amikor nyugodtnak látszott a szezon a bajnoki címért való küzdelemben, egy komoly esés következtében, csuklótörést szenvedett, ezért a harmadik helyen fejezte be az évet.
1995-ben csatlakozott a királykategóriához egy Honda NSR 500-zal. Abban az évben elért egy dobogós pozíciót Barcelonában, de más jelentős eredménye nem volt, így a végén hatodik lett. Ezért úgy döntött, hogy a Yamahához igazol, és a Rainey-Yamaha csapattal megnyerte az első versenyét az 500-ban (Ausztráliában 1996-ban). De a címért nem tudott versenyben lenni, és inkább visszatért a 250-be.
Egy Aprilia RS250 nyergében 1997-ben hatodik lett, de a következő évben elnyerte a címet (Spanyolországban és Nagy-Britanniában kivívott győzelmek), a bajnokságban legyőzte a fiatal olasz csapattársat, Valentino Rossit, és az ígéretesen motorozó Harada Tecuját, az egyetlent, aki még mindig képes lehetett volna arra, hogy behozza őt a pontok tekintetében.
A hullámzó teljesítményt nyújtó Rossi nem tudott eléggé közel férkőzni Haradához és Capirossihoz. Kettejük versenyfutása döntött a világbajnoki címről. Az utolsó argentin futamon Harada és Capirossi óriási csatában voltak a második helyért, de ez az eredmény Haradának lett volna kedvezőbb. Kemény csatájuk az utolsó körben óriási fordulatot vett, amikor az elkeseredett Capirossi pár kanyarral a vége előtt nekihajtott az előtte motorozó japánnak. Harada azonnal megóvta a versenyt. Capirossit kizárták, viszont később a FIM és az IRTA visszavonták az ítéletüket, és visszaadták a 20 pontot, mert figyelembe vették Capirossi korábbi jó magaviseletét, és példamutatóan "tiszta" motorozását. Ez az argentin affér a Haradával, és az Apriliával való kapcsolatát, is megrontotta. Az Aprilia hirtelen felbontotta a szerződést, ami a következő évre vonatkozott.
Ám Capirossi átigazolt Hondához, ahol egy RS250RW-t vezethetett az Elf Axo Honda csapatnál Fausto Gresinivel, 1999-ben. 1999-ben a cím a 250 pontos, apriliás Valentino Rossié lett, míg Capirossi három győzelemmel harmadik lett (Malajzia, Hollandia és San Marino) 209 ponttal.

## Ismét az 500cm³ és a MotoGP

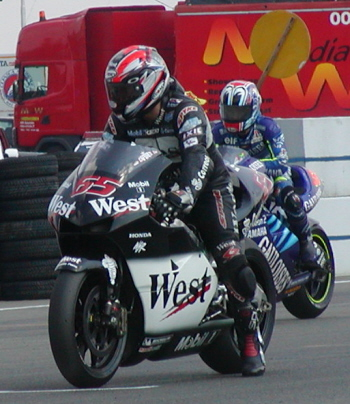
Capirossi 2002-ben, háttérben Nakano

2000-ben a Honda Pons csapattal visszatért az 500-ba, ez alkalommal véglegesen. Abban az évben megnyerte az olasz futamot, ami alatt Biaggi és Rossi is bukott. Ebben az évben a 7. helyen végzett.
2001-ben győzelem nélkül fejezte be a szezont, de a végsőkig harcolt a vb-címért, ám csak harmadik lett Rossi és Biaggi mögött. Az év alatt ötször a második és négyszer a harmadik helyen végzett.
A MotoGP eljövetelével és az új négyütemű motorokkal válságba került, mert a csapata nem tudott új típusú motort biztosítani, mert egy a megmaradó kétütemű motorral állította csatasorba. Ez magyarázza azt a katasztrofális 2002-es évet, amelyben Capirossi csak nyolcadik lett a vb-n. Ez mindenképp rossz eredmény, amit csak részben csillapíthatott az, hogy ő volt az egyetlen pilóta az öreg 500 cm³-es motor nyergében, aki bizonyította rátermettségét az új 1000 cm³-esek ellen.
2003-ban otthagyta a Hondát, hogy a harmadik idényét kezdő olasz Ducati nyergébe ülhessen és debütálhasson Japánban. Több dobogós helyezést szerzett, de az olasz motorral csak Barcelonában győzött, ahol ő volt az első olasz versenyző, aki 1976 óta nyert. A szezont negyedik helyen zárta, gyorsasági rekorddal.

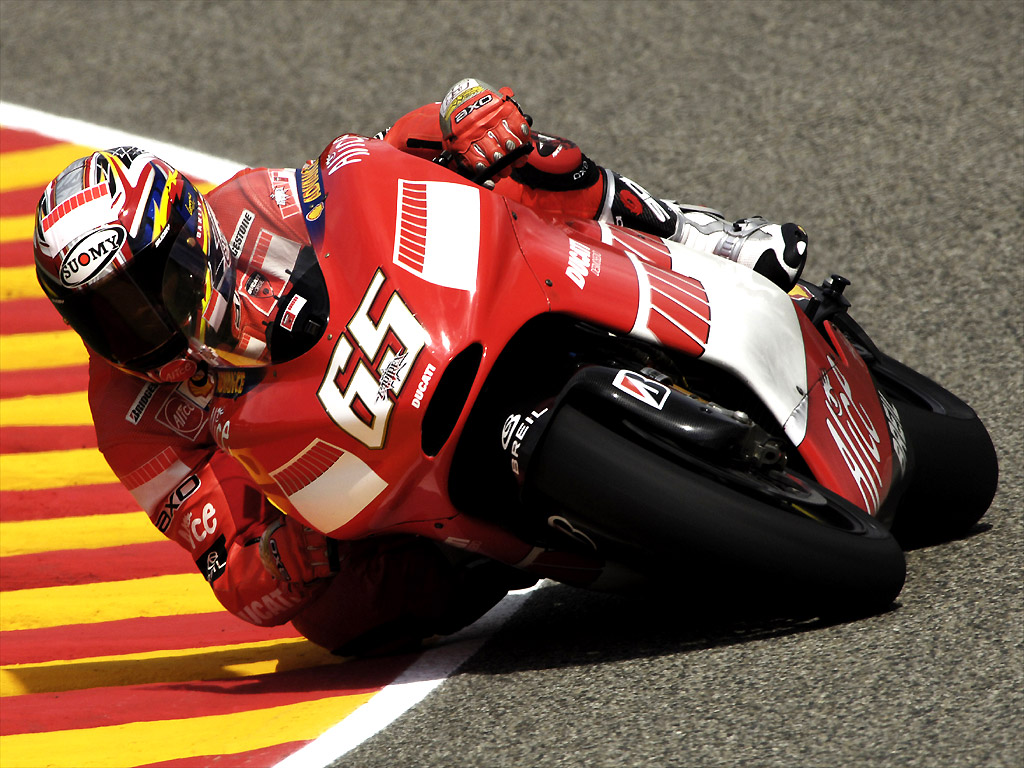
2006-ban

A 2003-as és a 2004-es év a Ducatinál nagyon nehéz esztendő volt, és a Ducati elismerte, hogy a tapasztalatlanság miatt több hibát követett el a csapat. Győzelem nem volt, és a pilótának el kellett fogadni a csalódást keltő kilencedik helyet. Úgy tűnt, hogy 2005-ben kezdődik Bridgestone és a Ducati nagy éve, de a szezon közben kifáradt a csapat, ami miatt igen kiábrándult lett. Mindazonáltal ez egy közepes év volt, de a Bridgestone fejlődése hozott Lorisnak két fontos pódiumot (Csehország, Olaszország), majd megnyerte Japán és Malajzia versenyét. Egy Ausztráliában elszenvedett komoly baleset megakadályozza, hogy a végső hatodik helynél előrébb végezzen.

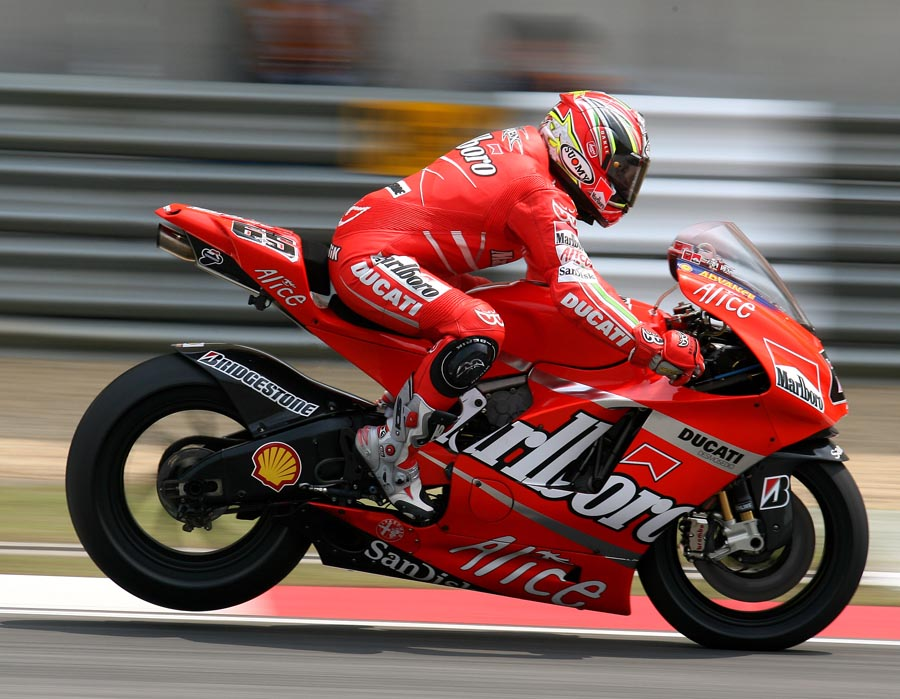
2007-ben, Kínában

2006-ban nagy ambíciókkal vágott neki a szezonnak, és győzött az év első futamán Jerezben (Spanyolország), miközben teljesen uralta az egész versenyhétvégét. A katari versenyen harmadik lett. A barcelonai futam rajtjánál súlyos balesetet szenvedett, amihez Gibernaunak és Marco Melandrinak volt komoly köze. Több sérülést szerzett, és a következő futamon Assenben csak a 15. lett. Ennek az ellenére augusztus 20-án győzött Brnóban, látványosan versenyezett és uralta a versenyhétvégét. Japánban pole-pozíciót és győzelmet szerzett. A bajnokságot a harmadik helyen fejezte be Nicky Hayden és Valentino Rossi mögött, egy pont előnnyel Marco Melandri előtt.
2007-ben Capirossi ötödik évét kezdte a Ducatival, miközben a motorkerékpárok lökettérfogatát a szabályok 800 cm³-re csökkentették. Amíg az új csapattársa, Casey Stoner jelentős teljesítményt nyújtott és győzelmeket szerzett, sőt meglepetésre megnyerte a világbajnokságot, addig Lorisnak több nehézsége is volt, és az eredmények is lassan jöttek: az év végére három dobogót és egy Japánban kivívott győzelmet tudott felmutatni. Az év végén Capirossi hetedik lett a ranglistán.

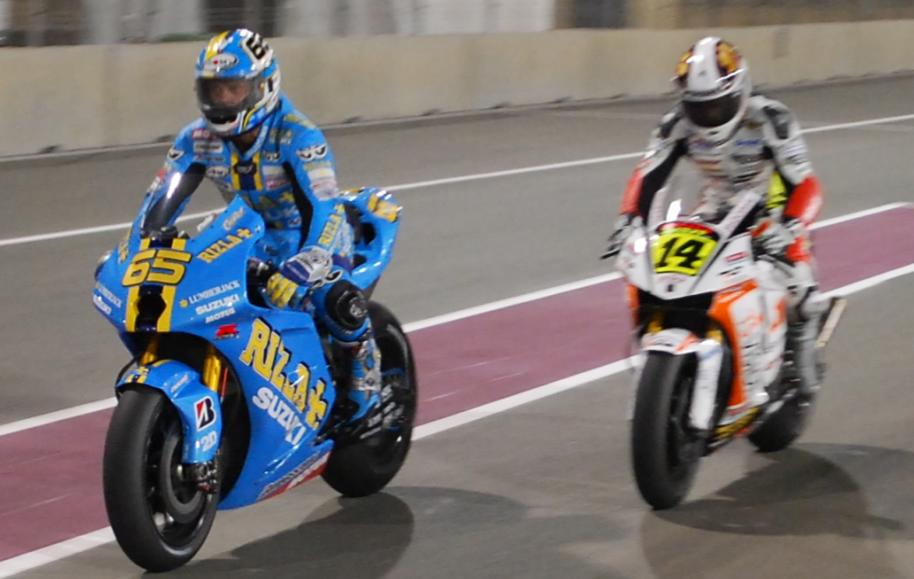
Capirossi és Randy de Puniet 2008-ban

2007. augusztus 16-án, Brnóban Capirossi hivatalosan bejelentette távozását a Ducatitól. 2008-ban a Rizla-Suzuki csapathoz szerződött. A tesztek alatt fiatal társánál, az ausztrál Chris Vermeulennél majdnem mindig lassabb volt.
Loris 2008-ban szintén balesetet szenvedett, és az esés során kulcscsontját törte. Nem volt annyira a rivaldafényben, de a cseh GP-n a biztató harmadik helyet szerezte meg, és 118 ponttal zárta az évet, ami a tizedik helyre volt elegendő.
Utolsó olyan szezonja, ahol befért a legjobb tíz közé összetettben, 2009 volt. Legjobb eredményét, egy ötödik helyet, többször is sikerült megismételnie ebben az évben. Háromszor kényszerült feladni versenyt, ezen kívül három olyan verseny volt, amikor bár pontot szerzett, nem a legjobb tíz között zárt.
Utolsó két idénye már nem sikerült jól, mindkét szezonját rengeteg kiesés tarkította. Ekkor, bár pontokat szerzett, már csak elvétve került be a legjobb tízbe. 2010-et a tizenhatodik, utolsó, 2011-es szezonját a tizenhetedik helyen zárta, 44, illetve 43 ponttal.

## Érdekességek

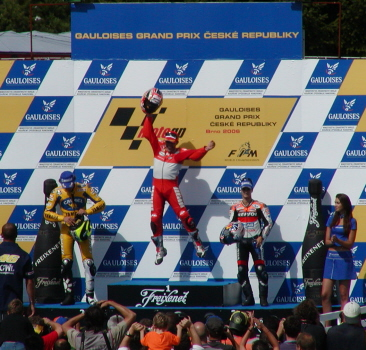
Capirossi a 2006-os cseh győzelem után, mellette balra Rossi, jobbra a spanyol Dani Pedrosa

- 2007 augusztusában az olasz adózási hatóság bejelentette, hogy Valentino Rossi mellett Capirossinak is adóproblémái voltak, neki a Monacóban való tartózkodása kapcsán. Capirossit egy állítólagos, 2002-ben be nem fizetett 1,3 millió € bevétele miatt vizsgálták adócsalás vádjával. A hatóság korábban már vizsgálta a Londonban lakó Valentino Rossit és Capirossi menedzserét, Carlo Pernat, aki azt nyilatkozta a sajtónak: „Ez teljesen abszurd. Loris valóban Monte Carlóban él, nem értem, hogy mit tudnak felróni neki. Nem birtokol semmit Olaszországban.”
- 2007. május 24-én ő volt az emeléstudatosságra oktatás vezető útjának (Giò Road) főszereplője, amit az Area Casò Giovani Del Comune di Correggio szponzorált.
- Érintett volt két közúti balesetben, egy gyalogos életét követelő és egy kerékpárossal való ütközésnél, akiket mindig felmentettek minden felelősség alól.
- 2008-ban meglepetésre részt vett egy rallyn Olaszországban a Goodnál, a teljesen rögtönözött Ale és Franznál.
- Megdöntötte a legtöbb versenyen való részvétel rekordját, amit Alex Barros tartott.

## Magánélete
Felesége Ingrid Tence, a pár Monacóban él. Első gyerekük Ricardo, aki 2007. április 2-án született.

## Rekordjai
- A legfiatalabb világbajnokok (17 év és 165 nap).
- A legfiatalabb világbajnokok, aki duplázott (18 év és 143 nap).
- Pilóta az első és utolsó győzelme közötti legnagyobb távolsággal (17 év és 70 nap).
- Pilóta a legtöbb Grand Prix futammal (282 rajt).

## Világbajnoki eredmények
| Év       | Kategória | Motor         | Futam | Győz. | Dob. | Pole | Lk. | Pont | VBh |
| -------- | --------- | ------------- | ----- | ----- | ---- | ---- | --- | ---- | --- |
| 1990     | 125cc     | Honda RS125   | 14    | 3     | 8    | 0    | 0   | 182  | 1.  |
| 1991     | 125cc     | Honda RS125   | 13    | 5     | 12   | 5    | 4   | 200  | 1.  |
| 1992     | 250cc     | Honda RS250   | 13    | 0     | 0    | 0    | 0   | 27   | 12. |
| 1993     | 250cc     | Honda RS250   | 14    | 3     | 7    | 7    | 5   | 193  | 2.  |
| 1994     | 250cc     | Honda RS250   | 14    | 4     | 9    | 5    | 5   | 199  | 3.  |
| 1995     | 500cc     | Honda NSR500  | 12    | 0     | 1    | 0    | 0   | 108  | 6.  |
| 1996     | 500cc     | Yamaha YZR500 | 15    | 1     | 2    | 0    | 0   | 98   | 10. |
| 1997     | 250cc     | Aprilia RS250 | 14    | 0     | 3    | 1    | 2   | 116  | 6.  |
| 1998     | 250cc     | Aprilia RS250 | 14    | 2     | 9    | 8    | 3   | 224  | 1.  |
| 1999     | 250cc     | Honda RS250   | 15    | 3     | 9    | 2    | 3   | 209  | 3.  |
| 2000     | 500cc     | Honda NSR500  | 16    | 1     | 4    | 1    | 1   | 154  | 7.  |
| 2001     | 500cc     | Honda NSR500  | 16    | 0     | 9    | 4    | 1   | 210  | 3.  |
| 2002     | MotoGP    | Honda NSR500  | 14    | 0     | 2    | 0    | 0   | 109  | 8.  |
| 2003     | MotoGP    | Ducati GP3    | 16    | 1     | 6    | 3    | 1   | 177  | 4.  |
| 2004     | MotoGP    | Ducati GP4    | 16    | 0     | 1    | 0    | 1   | 117  | 9.  |
| 2005     | MotoGP    | Ducati GP5    | 15    | 2     | 4    | 3    | 1   | 157  | 6.  |
| 2006     | MotoGP    | Ducati GP6    | 17    | 3     | 8    | 2    | 5   | 229  | 3.  |
| 2007     | MotoGP    | Ducati GP7    | 18    | 1     | 4    | 0    | 0   | 166  | 7.  |
| 2008     | MotoGP    | Suzuki GSV-R  | 16    | 0     | 1    | 0    | 0   | 118  | 10. |
| 2009     | MotoGP    | Suzuki GSV-R  | 17    | 0     | 0    | 0    | 0   | 110  | 9.  |
| 2010     | MotoGP    | Suzuki GSV-R  | 16    | 0     | 0    | 0    | 0   | 44   | 16. |
| 2011     | MotoGP    | Ducati GP11   | 13    | 0     | 0    | 0    | 0   | 43   | 17. |
| Összesen |           |               | 328   | 29    | 99   | 41   | 32  | 3190 |     |

## Teljes MotoGP-eredménylistája
(Táblázat értelmezése)

(Félkövér: pole-pozícióból indult; dőlt: leggyorsabb kört futott) 

| Év   | Géposztály | Motor   | 1       | 2       | 3       | 4       | 5       | 6       | 7       | 8       | 9       | 10      | 11      | 12      | 13      | 14      | 15      | 16      | 17     | 18      | Poz. | Pont |
| ---- | ---------- | ------- | ------- | ------- | ------- | ------- | ------- | ------- | ------- | ------- | ------- | ------- | ------- | ------- | ------- | ------- | ------- | ------- | ------ | ------- | ---- | ---- |
| 1990 | 125 cm³    | Honda   | JPN 6   | SPA 7   | NAT 3   | GER 3   | AUT 2   | YUG 2   | NED Ret | BEL 2   | FRA 4   | GBR 1   | SWE 7   | CZE Ret | HUN 1   | AUS 1   |         |         |        |         | 1.   | 182  |
| 1991 | 125 cm³    | Honda   | JPN 3   | AUS 1   | SPA 3   | ITA 2   | GER 2   | AUT 6   | EUR 1   | NED 2   | FRA 1   | GBR 1   | RSM 2   | CZE 2   | MAL 1   |         |         |         |        |         | 1.   | 200  |
| 1992 | 250 cm³    | Honda   | JPN 9   | AUS Ret | MAL 9   | SPA 11  | ITA 9   | EUR Ret | GER 9   | NED 8   | HUN Ret | FRA Ret | GBR 7   | BRA 7   | RSA 5   |         |         |         |        |         | 12.  | 27   |
| 1993 | 250 cm³    | Honda   | AUS Ret | MAL 12  | JPN 10  | SPA 10  | AUT 2   | GER 2   | NED 1   | EUR Ret | SMR 1   | GBR 2   | CZE 5   | ITA 2   | USA 1   | FIM 5   |         |         |        |         | 2.   | 193  |
| 1994 | 250 cm³    | Honda   | AUS 3   | MAL 3   | JPN 2   | SPA Ret | AUT 1   | GER 1   | NED Ret | ITA 3   | FRA 1   | GBR 1   | CZE Ret | USA Ret | ARG 5   | EUR 2   |         |         |        |         | 3.   | 199  |
| 1995 | 500 cm³    | Honda   | AUS 8   | MAL Ret | JPN Ret | SPA 6   | GER 6   | ITA 9   | NED 4   | FRA     | GBR 4   | CZE 4   | BRA 9   | ARG 5   | EUR 3   |         |         |         |        |         | 6.   | 108  |
| 1996 | 500 cm³    | Yamaha  | MAL Ret | INA 3   | JPN Ret | SPA 4   | ITA Ret | FRA Ret | NED Ret | GER 12  | GBR 6   | AUT 8   | CZE 5   | IMO Ret | CAT 9   | BRA 12  | AUS 1   |         |        |         | 10.  | 98   |
| 1997 | 250 cm³    | Aprilia | MAL Ret | JPN 11  | SPA Ret | ITA 3   | AUT 4   | FRA 4   | NED 3   | IMO Ret | GER 5   | BRA 4   | GBR 3   | CZE Ret | CAT 5   | INA 14  | AUS     |         |        |         | 6.   | 116  |
| 1998 | 250 cm³    | Aprilia | JPN 9   | MAL 5   | SPA 1   | ITA 4   | FRA 3   | MAD 3   | NED Ret | GBR 1   | GER 4   | CZE 2   | SMR 2   | CAT 3   | AUS 2   | ARG 2   |         |         |        |         | 1.   | 224  |
| 1999 | 250 cm³    | Honda   | MAL 1   | JPN 3   | SPA 3   | FRA Ret | ITA EX  | CAT     | NED 1   | GBR 2   | GER 2   | CZE 7   | SMR 1   | VAL 3   | AUS 6   | RSA 5   | BRA 3   | ARG Ret |        |         | 3.   | 209  |
| 2000 | 500 cm³    | Honda   | RSA 3   | MAL Ret | JPN 12  | SPA 6   | FRA 8   | ITA 1   | CAT 6   | NED 3   | GBR 4   | GER 6   | CZE 5   | POR 13  | VAL Ret | BRA Ret | PAC 8   | AUS 2   |        |         | 7.   | 154  |
| 2001 | 500 cm³    | Honda   | JPN 8   | RSA 2   | SPA 8   | FRA 7   | ITA 2   | CAT 3   | NED 3   | GBR 10  | GER 8   | CZE 3   | POR 2   | VAL Ret | PAC 3   | AUS 3   | MAL 2   | BRA 5   |        |         | 3.   | 210  |
| 2002 | MotoGP     | Honda   | JPN 9   | RSA 3   | SPA 4   | FRA 7   | ITA 6   | CAT 6   | NED Ret | GBR Inj | GER Inj | CZE 6   | POR Ret | BRA 5   | PAC 3   | MAL 9   | AUS Ret | VAL Ret |        |         | 8.   | 109  |
| 2003 | MotoGP     | Ducati  | JPN 3   | RSA Ret | SPA Ret | FRA Ret | ITA 2   | CAT 1   | NED 6   | GBR 4   | GER 4   | CZE Ret | POR 3   | BRA 6   | PAC 8   | MAL 6   | AUS 2   | VAL 3   |        |         | 4.   | 177  |
| 2004 | MotoGP     | Ducati  | RSA 6   | SPA 12  | FRA 10  | ITA 8   | CAT 10  | NED 8   | BRA 4   | GER Ret | GBR 7   | CZE 5   | POR 7   | JPN Ret | QAT Ret | MAL 6   | AUS 3   | VAL 9   |        |         | 9.   | 117  |
| 2005 | MotoGP     | Ducati  | SPA 13  | POR 9   | CHN 12  | FRA 7   | ITA 3   | CAT 12  | NED 10  | USA 10  | GBR 6   | GER 9   | CZE 2   | JPN 1   | MAL 1   | QAT 10  | AUS Inj | TUR Inj | VAL 7  |         | 6.   | 157  |
| 2006 | MotoGP     | Ducati  | SPA 1   | QAT 3   | TUR 6   | CHN 8   | FRA 2   | ITA 2   | CAT Ret | NED 15  | GBR 9   | GER 5   | USA 8   | CZE 1   | MAL 2   | AUS 7   | JPN 1   | POR 12  | VAL 2  |         | 3.   | 229  |
| 2007 | MotoGP     | Ducati  | QAT Ret | SPA 12  | TUR 3   | CHN 6   | FRA 8   | ITA 7   | CAT 6   | GBR Ret | NED Ret | GER 2   | USA Ret | CZE 6   | SMR 5   | POR 9   | JPN 1   | AUS 2   | MAL 11 | VAL 5   | 7.   | 166  |
| 2008 | MotoGP     | Suzuki  | QAT 8   | SPA 5   | POR 9   | CHN 9   | FRA 7   | ITA 7   | CAT Ret | GBR Inj | NED Inj | GER 7   | USA 15  | CZE 3   | SMR 7   | IND 16  | JPN 6   | AUS 10  | MAL 7  | VAL 9   | 10.  | 118  |
| 2009 | MotoGP     | Suzuki  | QAT Ret | JPN 7   | SPA 6   | FRA 8   | ITA 5   | CAT 5   | NED 9   | USA Ret | GER 11  | GBR 11  | CZE 5   | IND 7   | SMR 5   | POR Ret | AUS 12  | MAL 9   | VAL 14 |         | 9.   | 110  |
| 2010 | MotoGP     | Yamaha  | QAT 9   | SPA Ret | FRA Ret | ITA 10  | GBR Ret | NED 13  | CAT 7   | GER 11  | USA 10  | CZE Ret | IND 11  | SMR Ret | ARA DNS | JPN Ret | MAL Ret | AUS DNS | POR 13 | VAL Ret | 16.  | 44   |
| 2011 | MotoGP     | Ducati  | QAT Ret | SPA 11  | POR 12  | FRA Ret | CAT 9   | GBR 10  | NED DNS | ITA     | GER     | USA 12  | CZE 13  | IND Ret | RSM Ret | ARA Ret | JPN     | AUS 9   | MAL C  | VAL 9   | 17.  | 43   |